# Kalinovača
Kalinovača falu Horvátországban Lika-Zengg megyében. Közigazgatásilag Gospićhoz tartozik.

## Fekvése
Gospićtól légvonalban 16 km-re közúton 23 km-re északnyugatra fekszik.

## Története
1527-ben a vidék több mint százötven évre török megszállás alá került, lakossága elmenekült. 1689-ben a terület felszabadult a török uralom alól és a szabaddá vált területre katolikus horvátok települtek, akik eredetileg a likai határőrezredhez, 1765-től az otocsáni ezredhez tartoztak. A katonai határőrvidék megszüntetése után 1873-ban a települést integrálták a polgári közigazgatásba. A falunak 1857-ben 507, 1910-ben 610 lakosa volt. A trianoni békeszerződés előtt Lika-Korbava vármegye Perušići járásához tartozott. Ezt követően előbb a Szerb-Horvát-Szlovén Királyság, majd Jugoszlávia része lett. 1991-ben lakosságának 99 százaléka horvát volt. 1991-ben a független Horvátország része lett. A falunak 2011-ben 94 lakosa volt.

## Lakosság
| Lakosság változása | Lakosság változása | Lakosság változása | Lakosság változása | Lakosság változása | Lakosság változása | Lakosság változása | Lakosság változása | Lakosság változása | Lakosság változása | Lakosság változása | Lakosság változása | Lakosság változása | Lakosság változása | Lakosság változása | Lakosság változása |
| ------------------ | ------------------ | ------------------ | ------------------ | ------------------ | ------------------ | ------------------ | ------------------ | ------------------ | ------------------ | ------------------ | ------------------ | ------------------ | ------------------ | ------------------ | ------------------ |
| 1857               | 1869               | 1880               | 1890               | 1900               | 1910               | 1921               | 1931               | 1948               | 1953               | 1961               | 1971               | 1981               | 1991               | 2001               | 2011               |
| 507                | 0                  | 0                  | 563                | 655                | 610                | 618                | 553                | 673                | 527                | 416                | 386                | 313                | 243                | 164                | 94                 |

(1869-ben és 1880-ban lakosságát Donje Pazarištéhez számították.)

## Nevezetességei
Szent György tiszteletére szentelt, az itteniek és az innen elszármazottak adakozásából épített kis kápolnáját 2010. április 24-én szentelte fel Ivica Miloš plébános.